# Condados de Kenia
Los condados de Kenia son áreas geográficas designadas por la constitución del país de 2010 como aquellas áreas a las que se atribuye la devolución de poder directa. Sus competencias vienen determinadas en los artículos 191 y 192 y disposición cuarta de la Constitución de Kenia y en el County Governments Act of 2012. Los condados son además circunscripciones de un solo miembro en la elección del Senado de Kenia y circunscripciones especiales femeninas en la Asamblea Nacional de Kenia. En las elecciones generales de 2013, hubo 47 condados cuyo tamaño y límites se basaron en los 47 distritos de Kenia legalmente reconocidos. Tras la reorganización de la administración de Kenia, los condados fueron integrados en una nueva organización administrativa nacional con representantes del gobierno central en cada uno de los mismos.

## Lista de condados
| Código | Página oficial                                                       | Condado         | Antigua provincia | Área (km²) | Habitantes Censo (2009) | Habitantes Censo (2019) | Capital          |
| ------ | -------------------------------------------------------------------- | --------------- | ----------------- | ---------- | ----------------------- | ----------------------- | ---------------- |
| 1      | Mombasa County                                                       | Mombasa         | Costera           | 212.5      | 939,370                 | 1,208,333               | Mombasa          |
| 2      | Kwale County                                                         | Kwale           | Costera           | 8,270.3    | 649,931                 | 866,820                 | Kwale            |
| 3      | Kilifi County                                                        | Kilifi          | Costera           | 12,245.9   | 1,109,735               | 1,453,787               | Kilifi           |
| 4      | Tana River County                                                    | Río Tana        | Costera           | 35,375.8   | 240,075                 | 315,943                 | Hola             |
| 5      | Lamu County                                                          | Lamu            | Costera           | 6,497.7    | 101,539                 | 143,920                 | Lamu             |
| 6      | Taita-Taveta County                                                  | Taita-Taveta    | Costera           | 17,083.9   | 284,657                 | 340,671                 | Voi              |
| 7      | Garissa County                                                       | Garissa         | Nororiental       | 45,720.2   | 623,060                 | 841,353                 | Garissa          |
| 8      | Wajir County                                                         | Wajir           | Nororiental       | 55,840.6   | 661,941                 | 781,263                 | Wajir            |
| 9      | Mandera County                                                       | Mandera         | Nororiental       | 25,797.7   | 1,025,756               | 867,457                 | Mandera          |
| 10     | Marsabit County Archivado el 30 de marzo de 2024 en Wayback Machine. | Marsabit        | Oriental          | 66,923.1   | 291,166                 | 459,785                 | Marsabit         |
| 11     | Isiolo County                                                        | Isiolo          | Oriental          | 25,336.1   | 143,294                 | 268,002                 | Isiolo           |
| 12     | Meru County                                                          | Meru            | Oriental          | 6,930.1    | 1,356,301               | 1,545,714               | Meru             |
| 13     | Tharaka-Nithi County                                                 | Tharaka-Nithi   | Oriental          | 2,409.5    | 365,330                 | 393,177                 | Kathwana         |
| 14     | Embu County                                                          | Embu            | Oriental          | 2,555.9    | 516,212                 | 608,599                 | Embu             |
| 15     | Kitui County                                                         | Kitui           | Oriental          | 24,385.1   | 1,012,709               | 1,136,187               | Kitui            |
| 16     | Machakos County                                                      | Machakos        | Oriental          | 5,952.9    | 1,098,584               | 1,421,932               | Machakos         |
| 17     | Makueni County                                                       | Makueni         | Oriental          | 8,008.9    | 884,527                 | 987,653                 | Wote             |
| 18     | Nyandarua County Archivado el 2 de julio de 2015 en Wayback Machine. | Nyandarua       | Central           | 3,107.7    | 596,268                 | 638,289                 | Ol Kalou         |
| 19     | Nyeri County                                                         | Nyeri           | Central           | 2,361.0    | 693,558                 | 759,164                 | Nyeri            |
| 20     | Kirinyaga County                                                     | Kirinyaga       | Central           | 1,205.4    | 528,054                 | 610,411                 | Kerugoya / Kutus |
| 21     | Murang'a County                                                      | Murang'a        | Central           | 2,325.8    | 942,581                 | Murang'a                |                  |
| 22     | Kiambu County                                                        | Kiambu          | Central           | 2,449.2    | 1,623,282               | 2,417,735               | Kiambu           |
| 23     | Turkana County                                                       | Turkana         | Valle del Rift    | 71,597.8   | 855,399                 | 926,976                 | Lodwar           |
| 24     | West Pokot County                                                    | West Pokot      | Valle del Rift    | 8,418.2    | 512,690                 | 621,241                 | Kapenguria       |
| 25     | Samburu County                                                       | Samburu         | Valle del Rift    | 20,182.5   | 223,947                 | 310,327                 | Maralal          |
| 26     | Trans-Nzoia County                                                   | Trans-Nzoia     | Valle del Rift    | 2,469.9    | 818,757                 | Kitale                  |                  |
| 27     | Uasin Gishu County                                                   | Uasin Gishu     | Valle del Rift    | 2,955.3    | 894,179                 | 1,163,186               | Eldoret          |
| 28     | Elgeyo-Marakwet County                                               | Elgeyo-Marakwet | Valle del Rift    | 3,049.7    | 369,998                 | 454,480                 | Iten             |
| 29     | Nandi County Archivado el 27 de marzo de 2023 en Wayback Machine.    | Nandi           | Valle del Rift    | 2,884.5    | 752,965                 | 885,711                 | Kapsabet         |
| 30     | Baringo County                                                       | Baringo         | Valle del Rift    | 11,075.3   | 555,561                 | 666,763                 | Kabarnet         |
| 31     | Laikipia County                                                      | Laikipia        | Valle del Rift    | 8,696.1    | 399,227                 | 518,560                 | Rumuruti         |
| 32     | Nakuru County                                                        | Nakuru          | Valle del Rift    | 7,509.5    | 1,603,325               | 2,162,202               | Nakuru           |
| 33     | Narok County                                                         | Narok           | Valle del Rift    | 17,921.2   | 850,920                 | 1,157,873               | Narok            |
| 34     | Kajiado County                                                       | Kajiado         | Valle del Rift    | 21,292.7   | 687,312                 | 1,117,840               | Kajiado          |
| 35     | Kericho County                                                       | Kericho         | Valle del Rift    | 2,454.5    | 752,396                 | Kericho                 |                  |
| 36     | Bomet County                                                         | Bomet           | Valle del Rift    | 1,997.9    | 730,129                 | Bomet                   |                  |
| 37     | Kakamega County                                                      | Kakamega        | Occidental        | 3,033.8    | 1,660,651               | Kakamega                |                  |
| 38     | Vihiga County                                                        | Vihiga          | Occidental        | 531.3      | 554,622                 | Vihiga                  |                  |
| 39     | Bungoma County                                                       | Bungoma         | Occidental        | 2,206.9    | 1,375,063               | 1,670,570               | Bungoma          |
| 40     | Busia County                                                         | Busia           | Occidental        | 1,628.4    | 743,946                 | Busia                   |                  |
| 41     | Siaya County Archivado el 21 de agosto de 2015 en Wayback Machine.   | Siaya           | Nyanza            | 2,496.1    | 842,304                 | Siaya                   |                  |
| 42     | Kisumu County                                                        | Kisumu          | Nyanza            | 2,009.5    | 968,909                 | Kisumu                  |                  |
| 43     | Homa Bay County                                                      | Homa Bay        | Nyanza            | 3,154.7    | 963,794                 | Homa Bay                |                  |
| 44     | Migori County                                                        | Migori          | Nyanza            | 2,586.4    | 917,170                 | Migori                  |                  |
| 45     | Kisii County                                                         | Kisii           | Nyanza            | 1,317.9    | 1,152,282               | Kisii                   |                  |
| 46     | Nyamira County                                                       | Nyamira         | Nyanza            | 912.5      | 598,252                 | Nyamira                 |                  |
| 47     | Nairobi County                                                       | Nairobi         | Nairobi           | 694.9      | 3,138,369               | 4,397,073               | Nairobi          |
|        | Totales                                                              |                 |                   | 581,309.0  | 38,610,097              | 47,564,296              | Nairobi          |